# Текаль-де-Венегас (муниципалитет)
Текаль-де-Венегас (исп. Tekal de Venegas) — муниципалитет в Мексике, штат Юкатан, с административным центром в одноимённом посёлке. Численность населения, по данным переписи 2010 года, составила 2606 человек.

## Общие сведения
Название Tekal c майянского языка можно перевести как: место заключения, тюрьма. В 1937 году к названию города и муниципалитета добавляется de Venegas, в честь солдата, предупредившего население о приближении мятежных майя, во время войны рас.
Площадь муниципалитета равна 200 км², что составляет 0,5 % от площади штата, а наивысшая точка — 20 метров над уровнем моря, расположена в поселении Сан-Фелипе.
Он граничит с другими муниципалитетами Юкатана: на севере с Темашем и Цонкауичем, на востоке с Сенотильо, на юге с Тункасом и Исамалем, и на западе с Тепаканом.

## Учреждение и состав
Муниципалитет был образован в 1930 году, в его состав входит 6 населённых пунктов, самые крупные из которых:
| Код INEGI                  | Населённый пункт                                                                                   | Численность населения (2005 год) | Численность населения (2010 год) |
| -------------------------- | -------------------------------------------------------------------------------------------------- | -------------------------------- | -------------------------------- |
| 077                        | Всего                                                                                              | 2464                             | 2606                             |
| 0001                       | Текаль-де-Венегас (исп. Tekal de Venegas) 21°00′45″ с. ш. 88°56′52″ з. д. (административный центр) | 2420                             | 2562                             |
| 0012                       | Сан-Фелипе (исп. San Felipe) 21°00′54″ с. ш. 88°49′51″ з. д.                                       | 30                               | 33                               |
| 0065                       | Эль-Крусеро (исп. El Crucero) 20°59′26″ с. ш. 88°49′16″ з. д.                                      | 5                                | 4                                |
| —                          | Прочие                                                                                             | 9                                | 7                                |
| Названия на карте Генштаба | |                                  |                                  |

## Экономика
По статистическим данным 2000 года, работоспособное население занято по секторам экономики в следующих пропорциях:
- сельское хозяйство и скотоводство — 50,4 %;
- торговля, сферы услуг и туризма — 29,2 %;
- производство и строительство — 18,7 %;
- безработные — 1,7 %.

## Инфраструктура
По статистическим данным 2010 года, инфраструктура развита следующим образом:
- протяжённость дорог: 63,6 км;
- электрификация: 96,6 %;
- водоснабжение: 97,6 %;
- водоотведение: 52,5 %.

## Достопримечательности
В муниципалитете можно посетить церкви Святого Романа и Святого Педро, построенные в эпоху колонизации, а также археологические памятники культуры майя.

## Фотографии

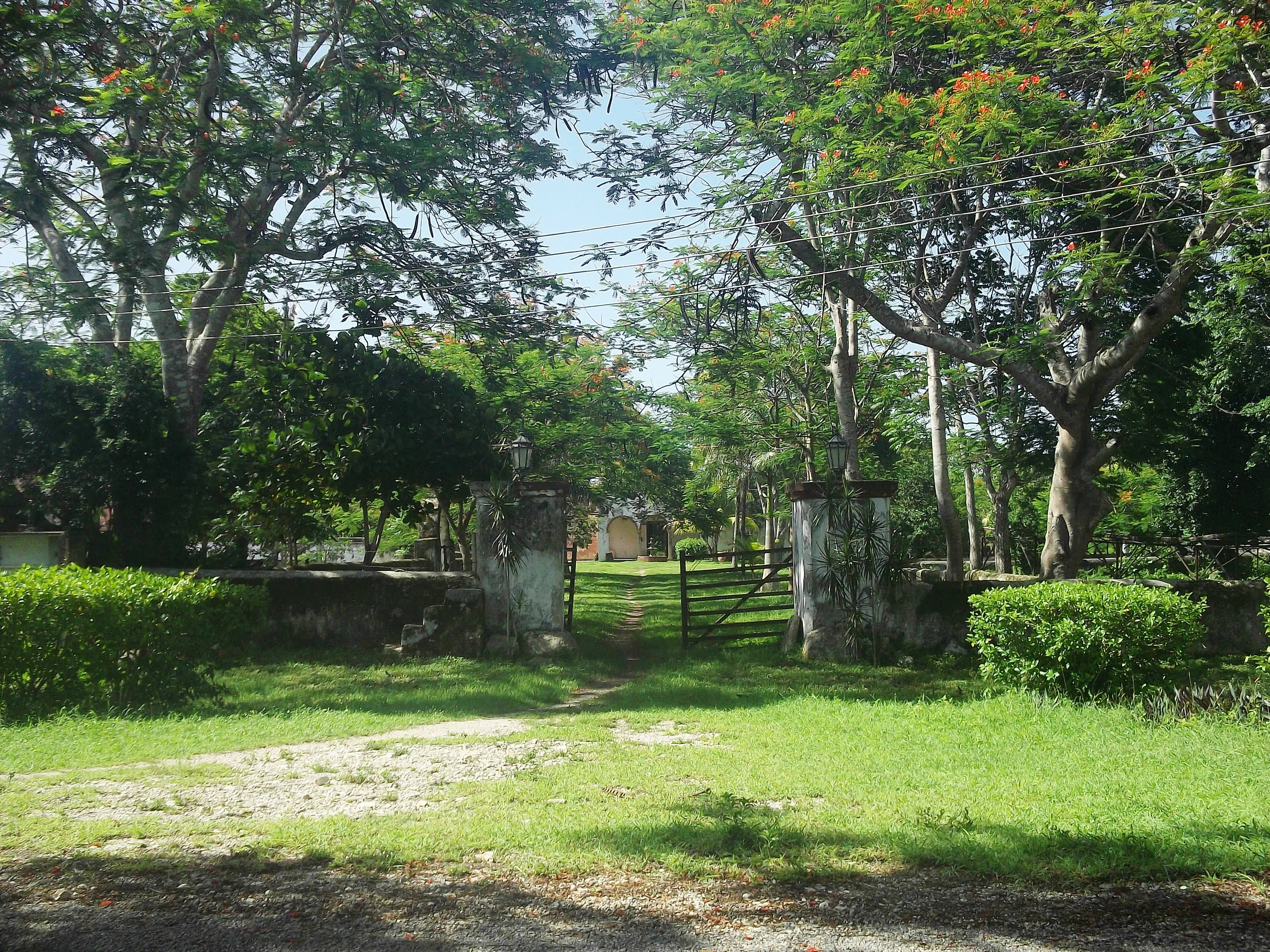
Бывшая асьенда Тохопку
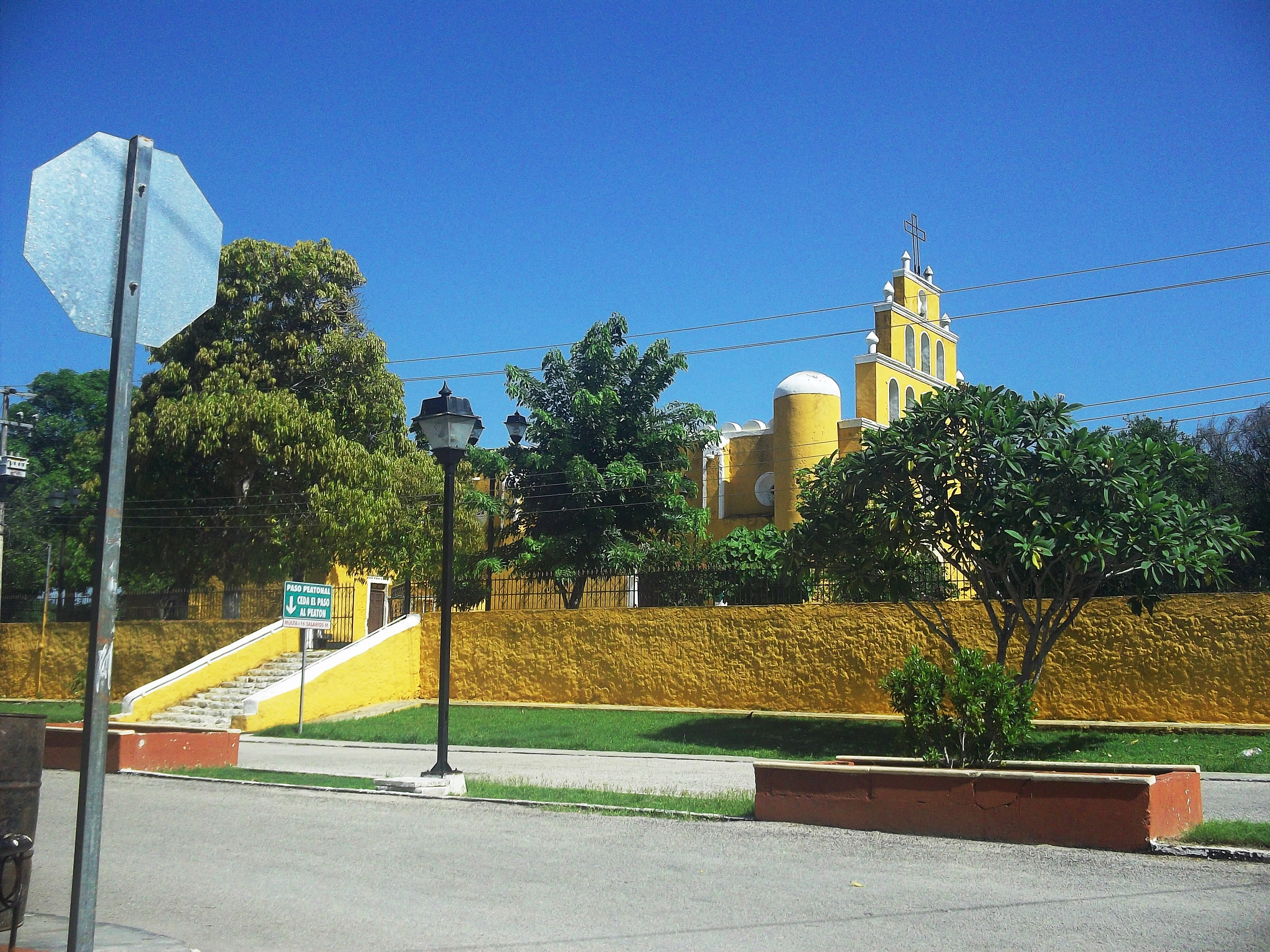
Церковь Апостола Петра